# Balasinor
Balasinor est une ville du District de Kheda dans l'État du Gujarat en Inde et un ancien État princier des Indes.

## Histoire
La famille des ex-dirigeants de cet État est une branche cadette de la dynastie Babi de Junagadh. Balasinor a été séparé des autres domaines de la famille par le Nawab Bahadur Khanji I Sahib Bahadur, Nawab de Junâgadh, pour son fils cadet le Sardar Muhammad Khanji en 1748 et transmis par héritage à son décès en 1758. Muhammad Khanji est un descendant de Sher Khan Babi I qui avait été fait « Babi » (« Gardien de la porte ») de la cour impériale moghole.
Le petit-fils et successeur du Nawab Sardar Muhammad, Nawab Salabat II Khan, meurt sans descendance en 1820. Il avait adopté Shri 'Abid Khan, son cousin qui lui succède. Le Nawab 'Abid Khan est déposé en faveur de son frère aîné, Shri Jalal Khan [Edul Khan]. La dynastie se poursuivra ensuite avec les descendants de Nawab Jalal Khan. Trois d'entre eux montent mineurs sur le trône et des administrateurs nommés par le gouvernement jouent alors le rôle de régent pour de nombreuses années.
Le dernier Nawab de la principauté indépendante, Nawab Muhammad Salabat Khan II, monte sur le trône à l'âge de neuf mois. C'est le Mahârâja of Lunavada qui le représente lors de l'accession de l'Inde à l'État de Dominion en 1947.
La principauté s'est maintenue jusqu'en 1948 a été intégrée à l'état indien du Maharashtra dans une partie qui est devenue plus tard l'État du Gujarat.

### Dirigeants: Nawab Babi
- 1758 - ? : Sardar Muhammad Khanji Bahadur Khanji
- ? - 1803 : Mohammed Jamiyat Ier Khanji Muhammad Khanji
- 1803 - 1820 : Mohammed Salabat Khanji Ier Jamiyat Khanji (+1820)
- 1820 - 1822 : Mohammed Abid Khanji
- 1822 - 1831 : Jalal Khanji (Mohammed Edul Khanji), mort en 1831
- 1831 - 1882 : Mohammed Zorawar Khanji (1828-1882)
- 1882 - 1899 : Mohammed Manowar Khanji Zorawar Khanji (1846-1899)
- 1899 - 1945 : Mohammed Jamiyat II Khanji Munawar Khanji (1894-1945)
- 1945 - 1948 : Mohammed Salabat Khanji II, né en 1944

### Chef de la Maison Royale de Balasinor (nawabs titulaires)
- 1948 - : Mohammed Salabat Khanji II